# مجلتنا (مجلة)
مجلة مجلتنا هي مجلة مصرية فصلية تصدر عن الهيئة العامة للاستعلامات. صدرت لأول مرة عام 1991 برئاسة تحرير نعم الباز، ثم تولى رئاسة التحرير يعقوب الشاروني، ثم دكتور إسماعيل عبد الفتاح، ثم أميرة كامل، ثم عادت رئاسة التحرير إلى إسماعيل عبد الفتاح. تولى إخراج المجلة فنياً أيمن الشريف وأشرف مدني في أغلب فترات المجلة.
رقم إيداع المجلة: 6394/1991. تحوي المجلة فهرساً لأبرز أبواب العدد، وتنشر قصصاً قصيرة ومساهمات الأصدقاء في أكثر من باب، منها: «حديقة مجلتنا» كما تنشر المعلومات التي يرسلها القراء.
حمل الإصدار الأول من المجلة شعار «يكتبها الصغار ليقرأها الكبار». المجلة مجلة فصلية تصدر كل 3 أشهر.

## الأبواب
- في هذا الإصدار
- مكتبتي
- قرأت لك
- عظماء من مصر
- حديقة مجلتنا
- مرسم مجلتنا
- اعرف بلدك
- العقل السليم في الجسم السليم
- بعيون الكاميرا
- أخبار الهيئة العامة لقصور الثقافة
- هيا نتعلم
- حلم وعلم

## فريق العمل
- رئيس التحرير: نعم الباز
- مدير التحرير: محمد سبل.
- الإشراف الفني: سليم أبو العلا، صلاح القناوي.

### الكتاب
- أحمد سويلم
- نعم الباز
- أسماء عبد المنعم
- سامية السعدني
- محمد سبل
- إجلال الجمل
- صلاح القناوي

### الرسامون
- أسامة أبو زيد
- سلوى نشأت
- ناهد حسن
- صالح الجمل.
- احمد البرادعي